# Mistrzostwa Polski Seniorów w Lekkoatletyce 1939
20. Mistrzostwa Polski Seniorów w Lekkoatletyce – zawody, które rozgrywane były w Poznaniu na Stadionie Miejskim w dniach 8–9 lipca 1939 roku (mężczyźni). 18. mistrzostwa kobiet odbyły się w Chorzowie na Stadionie Miejskim w dniach 15–16 lipca.

## Rezultaty
| NR – rekord Polski \| NL – najlepszy wynik w Polsce w sezonie \| SB – najlepszy wynik w sezonie \| PB – rekord życiowy |

### Mężczyźni
| Konkurencja:               | 1. miejsce                                                                             | Rezultat | 2. miejsce                                                                     | Rezultat | 3. miejsce                                                                        | Rezultat |
| Bieg na 100 m              | Roman Sienicki Lechia Lwów                                                             | 10,9     | Grzegorz Dunecki Pomorzanin Toruń                                              | 11,2     | Bernard Zasłona Sparta Białystok                                                  | 11,2     |
| Bieg na 200 m              | Grzegorz Dunecki Pomorzanin Toruń                                                      | 23,2     | Roman Sienicki Lechia Lwów                                                     | 23,2     | Bernard Zasłona Sparta Białystok                                                  | 23,8     |
| Bieg na 400 m              | Zygmunt Zabierzowski Polonia Warszawa                                                  | 49,9     | Tadeusz Śliwak Warszawianka                                                    | 50,3     | Edward Danielak Pogoń Katowice                                                    | 51,7     |
| Bieg na 800 m              | Jan Staniszewski Syrena Warszawa                                                       | 1:55,4   | Wacław Winecki Polonia Warszawa                                                | 1:57,7   | Józef Kurpesa ŁKS Łódź                                                            | 1:58,6   |
| Bieg na 1500 m             | Jan Staniszewski Syrena Warszawa                                                       | 3:58,4   | Wacław Soldan Cracovia                                                         | 4:00,9   | Józef Noji Syrena Warszawa                                                        | 4:01,0   |
| Bieg na 5000 m             | Józef Noji Syrena Warszawa                                                             | 15:01,4  | Wacław Soldan Cracovia                                                         | 15:07,8  | Wacław Karwowski KPW Katowice                                                     | 15:15,0  |
| Bieg na 10 000 m           | Janusz Kusociński Warszawianka                                                         | 31:45,4  | Józef Kolenda Sokół Krywałd                                                    | 33:50,0  | Stanisław Sitko KPW Katowice                                                      | 33:53,0  |
| Bieg na 110 m przez płotki | Aleksander Joczys KPW Katowice                                                         | 15,8     | Witold Gerutto Warszawianka                                                    | 16,1     | Władysław Niemiec Pogoń Lwów                                                      | 16,2     |
| Bieg na 400 m przez płotki | Władysław Niemiec Pogoń Lwów                                                           | 57,6     | Roman Kaszta Pogoń Katowice                                                    | 59,0     | Aleksander Jurkowski Polonia Warszawa                                             | 59,7     |
| Sztafeta 4 × 100 m         | AZS Warszawa Rościsław Jaszczuk Stanisław Sulikowski Jerzy Metelski Edward Trojanowski | 44,7     | Warszawianka Aleksy Mozolewski Jan Dziekański Tadeusz Śliwak Witold Gerutto    | 44,8     | Pomorzanin Toruń Kazimierz Jaruszewski Rietzke Bronisław Płaczek Grzegorz Dunecki | 45,1     |
| Sztafeta 4 × 400 m         | Polonia Warszawa J. Karkoszka Jan Łopuszyński Jerzy Kępiński Zygmunt Zabierzowski      | 3:32,2   | Warszawianka Aleksy Mozolewski Tadeusz Śliwak Witold Gerutto Władysław Szefler | 3:32,4   | Pogoń Katowice Roman Kaszta Edward Danielak Jan Rakoczy Kazimierz Drozdowski      | 3:38,2   |
| Skok wzwyż                 | Witold Gerutto Warszawianka                                                            | 1,80     | Władysław Niemiec Pogoń Lwów                                                   | 1,80     | Jerzy Siemiątkowski KPW Poznań                                                    | 1,75     |
| Skok o tyczce              | Wilhelm Schneider Pogoń Katowice                                                       | 3,90     | Walerian Mucha Sokół Czeladź                                                   | 3,60     | Henryk Roman AZS Poznań                                                           | 3,50     |
| Skok w dal                 | Karol Hoffmann AZS Poznań                                                              | 6,91     | Jan Dziekański Warszawianka                                                    | 6,57     | Witold Gerutto Warszawianka                                                       | 6,56     |
| Trójskok                   | Edward Luckhaus Polonia Warszawa                                                       | 13,88    | Karol Hoffmann AZS Poznań                                                      | 13,53    | Wilhelm Chmiel KPW Katowice                                                       | 13,16    |
| Pchnięcie kulą             | Zbigniew Tilgner Sokół Poznań                                                          | 15,09    | Leonid Fiedoruk Warszawianka                                                   | 14,16    | Witold Gerutto Warszawianka                                                       | 14,08    |
| Rzut dyskiem               | Leonid Fiedoruk Warszawianka                                                           | 45,29    | Witold Gerutto Warszawianka                                                    | 43,97    | Henryk Lewandowski Polonia Warszawa                                               | 42,35    |
| Rzut młotem                | Jerzy Kordas Sokół Bydgoszcz                                                           | 47,70    | Antoni Węglarczyk Sokół Krywałd                                                | 45,78    | Alojzy Kiełpikowski Sokół Bydgoszcz                                               | 42,47    |
| Rzut oszczepem             | Franciszek Mikrut Sokół Gdynia                                                         | 58,64    | Witold Gerutto Warszawianka                                                    | 58,63    | Medard Gburczyk Warszawianka                                                      | 57,86    |

### Kobiety
| Konkurencja:              | 1. miejsce                                                                                    | Rezultat | 2. miejsce                             | Rezultat | 3. miejsce                            | Rezultat |
| Bieg na 60 m              | Barbara Książkiewicz Pomorzanin Toruń                                                         | 7,9      | Otylia Kałuża Stadion Chorzów          | 7,9      | Irena Serafin ATS Czeladź             | 8,3      |
| Bieg na 100 m             | Otylia Kałuża Stadion Chorzów                                                                 | 12,6     | Stanisława Konklewska Pomorzanin Toruń | 12,9     | Barbara Książkiewicz Pomorzanin Toruń | 12,9     |
| Bieg na 200 m             | Otylia Kałuża Stadion Chorzów                                                                 | 26,2     | Stanisława Konklewska Pomorzanin Toruń | 26,3     | Jadwiga Gawrońska Sokół Grudziądz     | 27,2     |
| Bieg na 800 m             | Halina Zborowska Polonia Warszawa                                                             | 2:32,0   | Kazimiera Figuła Legia Kraków          | 2:33,4   | Stanisława Pomykalska Legia Kraków    | 2:35,6   |
| Bieg na 80 m przez płotki | Leokadia Wiśniewska Pomorzanin Toruń                                                          | 13,6     | Magdalena Gniełka Stadion Chorzów      | 13,8     | Janina Kałuża Polonia Warszawa        | 14,2     |
| Sztafeta 4 × 100 m        | Pomorzanin Toruń Maria Stawska Leokadia Wiśniewska Stanisława Konklewska Barbara Książkiewicz | 52,2     | Stadion Chorzów                        | 53,3     | Polonia Warszawa                      | 55,8     |
| Sztafeta 4 × 200 m        | Pomorzanin Toruń Maria Stawska Stanisława Konklewska Leokadia Wiśniewska Barbara Książkiewicz | 1:52,3   | Stadion Chorzów                        | 1:57,6   | Polonia Warszawa                      | 1:58,0   |
| Skok wzwyż                | Leokadia Wiśniewska Pomorzanin Toruń                                                          | 1,41     | Janina Wencel Polonia Warszawa         | 1,37     | Małgorzata Felska Sokół Grudziądz     | 1,32     |
| Skok w dal                | Henryka Słomczewska IKP Łódź                                                                  | 5,19     | Janina Wencel Polonia Warszawa         | 4,91     | Urszula Ziółek Stadion Chorzów        | 4,87     |
| Skok w dal z miejsca      | Urszula Ziółek Stadion Chorzów                                                                | 2,39     | Magdalena Gniełka Stadion Chorzów      | 2,29     | Henryka Słomczewska IKP Łódź          | 2,25     |
| Pchnięcie kulą            | Wanda Flakowicz Warszawianka                                                                  | 12,25    | Magdalena Breguła Strzelec Katowice    | 11,60    | Genowefa Cejzik Polonia Warszawa      | 11,19    |
| Rzut dyskiem              | Jadwiga Głażewska IKP Łódź                                                                    | 36,89    | Genowefa Cejzik Polonia Warszawa       | 36,19    | Małgorzata Krüger KPW Katowice        | 35,81    |
| Rzut oszczepem            | Maria Kwaśniewska-Trytko AZS Warszawa                                                         | 37,55    | Helena Balcerek Polonia Warszawa       | 36,66    | Wanda Flakowicz Warszawianka          | 35,10    |

## Bieg przełajowy
16. mistrzostwa w biegu przełajowym mężczyzn zostały rozegrane 16 kwietnia w Lublinie. Trasa wyniosła 7,5 kilometra. Nie rozegrano mistrzostw kobiet w tej konkurencji.
| Konkurencja:             | 1. miejsce                 | Rezultat | 2. miejsce                    | Rezultat | 3. miejsce                 | Rezultat |
| Bieg przełajowy (7,5 km) | Józef Noji Syrena Warszawa | 25:46,8  | Wacław Karwowski KPW Katowice | 25:50,0  | Edward Nowacki Lechia Lwów | 26:16,9  |

## Dziesięciobój
Mistrzostwa w dziesięcioboju mężczyzn miały się odbyć 23 i 24 września w Białymstoku, ale nie odbyły się z powodu wybuchu II wojny światowej.

## Biegi sztafetowe
Mistrzostwa Polski mężczyzn w sztafecie szwedzkiej 400+300+200+100 metrów miały zostać rozegrane 24 września w Białymstoku, a w sztafecie 4 × 200 metrów 1 października w Łucku. Zawody nie odbyły się z powodu wybuchu II wojny światowej.

## Chód na 50 km
Mistrzostwa Polski w chodzie na 50 kilometrów mężczyzn miały zostać rozegrane 1 października w Łucku, ale nie odbyły się z powodu wybuchu II wojny światowej.